# Хюллестед, Август
Август Фредерик Фердинанд Хюллестед (швед. August Frederick Ferdinand Hyllested; 17 июля 1856, Стокгольм — 5 апреля 1946, Блэрмор, графство Аргайл-энд-Бьют, Великобритания) — датско-американский пианист и композитор.
Учился с пятилетнего возраста в Копенгагене, в том числе у Хольгера Даля, дебютировал с концертом в восьмилетнем возрасте, в 1869 году совершил первое концертное турне по Скандинавии. Затем продолжил образование в Копенгагенской консерватории у Эдмунда Нойперта (фортепиано), Нильса Гаде (композиция), Й. П. Э. Хартмана (контрапункт), Карла Аттрупа (орган). После второго концертного турне по Скандинавии (1875) с 1876 г. работал органистом и дирижёром в Нюкёбинге. Затем отправился для продолжения образования в Германию, в 1879 г. занимался в Берлине у Теодора Куллака (фортепиано) и Фридриха Киля (композиция), позже совершенствовался в Веймаре под руководством Ференца Листа.
В 1883—1884 гг. выступал в Великобритании, в течение лета исполнял обязанности придворного пианиста королевы Луизы. В 1885 г. перебрался в США, выступал в Нью-Йорке в дуэте с Овидом Мюзеном. В 1886—1891 гг. заместитель директора Чикагского музыкального колледжа, затем до 1894 г. возглавлял в Чикаго Музыкальную школу имени Готшалка (англ. Gottschalk Lyric School); среди его учеников были Рихард Булиг и Арне Олдберг. Концертную манеру Хюллестеда американская пресса сравнивала с Антоном Рубинштейном, его собственные композиции — с его учителем Гаде и Эдвардом Григом. В 1894—1897 гг. гастролировал в Европе, в 1897—1903 гг. снова работал в Чикаго, в 1903—1916 гг. в Глазго, 1916—1919 гг. вновь провёл в США, после чего окончательно вернулся в Европу.
Основные произведения Хюллестеда — симфоническая поэма «Елизавета», Романтическая сюита для оркестра, многочисленные фортепианные пьесы.
В Чикаго в конце 1880-х гг. Хюллестед женился на Кларе Флото, брак был неудачен (жена изменяла мужу с финансистом Ч. Т. Йерксом) и окончательно распался с его отъездом в Шотландию, развод был официально оформлен в 1908 году.